# Povoado de Andes
Andes é um povoado do município brasileiro de Bebedouro, no interior do estado de São Paulo.

## História

### Origem
O povoado cresceu em função da estação ferroviária, construída pela Companhia Paulista de Estradas de Ferro no km 102,77 do ramal de Jaboticabal e inaugurada em 29/12/1902 com o nome de Andes.
A estação foi reformada em 1959 e fechada com a supressão do trecho, em 23/02/1966. Entre Bebedouro e Taiúva, o leito da linha foi substituído pela estrada vicinal Fabiano Zacarelli.
O povoado teve problemas de abalos sísmicos de leve intensidade entre 2004 e 2005, ocasionados pela perfuração excessiva de poços artesianos.

## Geografia

### Área urbana
No Censo 2022 (IBGE) Andes era classificado pelo IBGE como povoado:
- área urbana: 97 062 m²
- total de domicílios: 95

### Demografia

#### População urbana
| Crescimento população urbana | Crescimento população urbana | Crescimento população urbana | Crescimento população urbana |
| Censo                        | Pop.                         |                              | %±                           |
| ---------------------------- | ---------------------------- | ---------------------------- | ---------------------------- |
| 1991                         | 176                          |                              | —                            |
| 2000                         | 288                          |                              | 63,6%                        |
| 2010                         | 257                          |                              | −10,8%                       |
| 2022                         | 205                          |                              | −20,2%                       |
| Fonte: IBGE e Fundação SEADE |                              |                              |                              |

### Rodovias
O acesso para Bebedouro é através da estrada vicinal Fabiano Zacarelli, estando à cerca de 12 quilômetros do perímetro urbano da cidade e à 15 quilômetros do centro.

## Serviços públicos

### Educação
A Escola Alfredo Naime, primeira e única escola do povoado, foi inaugurada em 1918.

### Saúde
Possui um posto de saúde, denominado ESF - Estratégia Saúde da Família.

### Saneamento
O serviço de abastecimento de água é feito pelo Serviço Autônomo de Água e Esgoto de Bebedouro (SAAEB). 

### Energia
A responsável pelo abastecimento de energia elétrica é a CPFL Paulista, distribuidora do grupo CPFL Energia.

### Telecomunicações
O povoado era atendido pela Telecomunicações de São Paulo (TELESP), que inaugurou a central telefônica utilizada até os dias atuais. Em 1998 esta empresa foi vendida para a Telefônica, que em 2012 adotou a marca Vivo para suas operações.

## Religião
O Cristianismo se faz presente no povoado da seguinte forma:

### Igreja Católica
- Capela de Nossa Senhora Aparecida de Andes, pertencente à Paróquia do Sagrado Coração de Jesus de Bebedouro - faz parte da Diocese de Jaboticabal[12].